# Trichostema lanceolatum
Trichostema lanceolatum är en kransblommig växtart som beskrevs av George Bentham. Trichostema lanceolatum ingår i släktet Trichostema och familjen kransblommiga växter. Inga underarter finns listade i Catalogue of Life.

## Bildgalleri

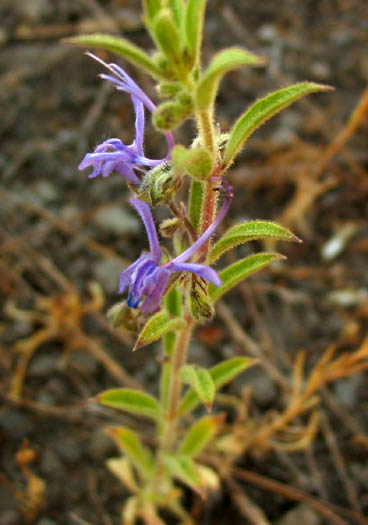